# Kanton Saint-Sauveur-Lendelin
Der Kanton Saint-Sauveur-Lendelin war von 1790 bis 2015 ein französischer Kanton im Arrondissement Coutances im Département Manche und in der Region Normandie. Sein Hauptort war Saint-Sauveur-Lendelin.
Der Kanton hatte zum 1. Januar 2012 insgesamt 6248 Einwohner.

## Gemeinden
Der Kanton bestand aus zwölf Gemeinden:
| Gemeinde                  | Einwohner Jahr | Fläche km² | Bevölkerungsdichte | Code INSEE | Postleitzahl |
| ------------------------- | -------------- | ---------- | ------------------ | ---------- | ------------ |
| Camprond                  | 427 (2013)     | –          | – Einw./km²        | 50094      | 50210        |
| Hauteville-la-Guichard    | 456 (2013)     | –          | – Einw./km²        | 50232      | 50570        |
| Le Lorey                  | 624 (2013)     | –          | – Einw./km²        | 50279      | 50570        |
| Le Mesnilbus              | 318 (2013)     | –          | – Einw./km²        | 50308      | 50490        |
| Montcuit                  | 185 (2013)     | –          | – Einw./km²        | 50340      | 50490        |
| Monthuchon                | 650 (2013)     | –          | – Einw./km²        | 50345      | 50490        |
| Muneville-le-Bingard      | 724 (2013)     | –          | – Einw./km²        | 50364      | 50490        |
| La Ronde-Haye             | 351 (2013)     | –          | – Einw./km²        | 50438      | 50490        |
| Saint-Aubin-du-Perron     | 239 (2013)     | –          | – Einw./km²        | 50449      | 50490        |
| Saint-Michel-de-la-Pierre | 211 (2013)     | –          | – Einw./km²        | 50524      | 50490        |
| Saint-Sauveur-Lendelin    | 1.727 (2013)   | –          | – Einw./km²        | 50550      | 50490        |
| Vaudrimesnil              | 381 (2013)     | –          | – Einw./km²        | 50622      | 50490        |